# Gustav Otto (Flugzeugbauer)

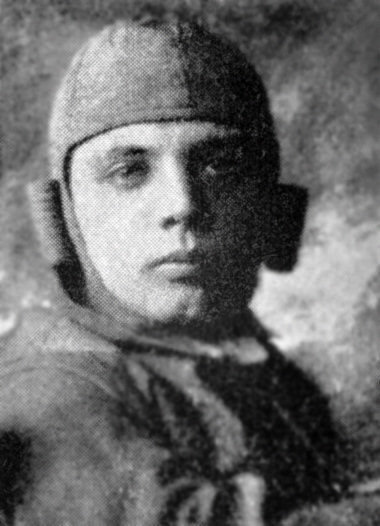
Gustav Otto (1910)

Gustav Otto (* 12. Januar 1883 in Mülheim; † 28. Februar 1926 in München) war ein deutscher Maschinenbauingenieur, Unternehmer und Flugpionier.

## Biografie

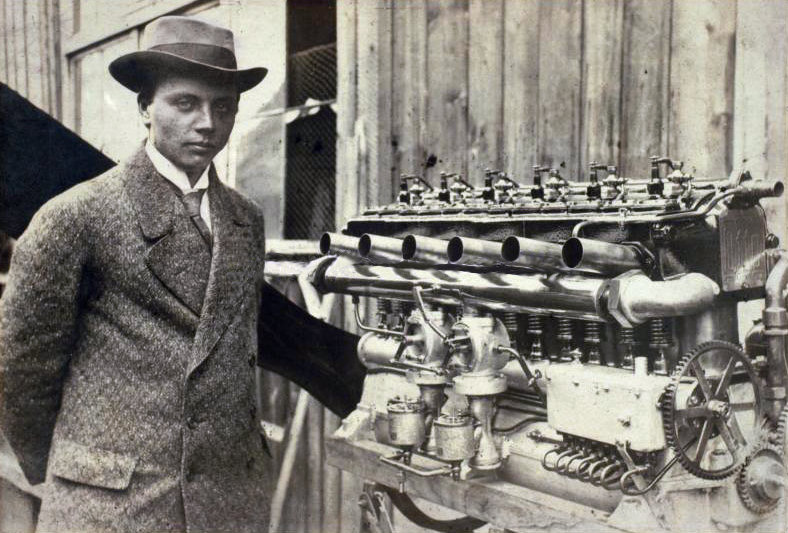
Gustav Otto mit einem AGO (Aeromotor Gustav Otto) Flugmotor (1909)

Gustav Otto kam 1883 als jüngstes von sechs Kindern in Mülheim zur Welt, seine Eltern waren Anna und Nicolaus Otto. Er absolvierte nach dem Besuch des Realgymnasiums ein Praktikum in einer Maschinenfabrik, dann studierte er Maschinenbau an den Technischen Hochschulen Hannover, Karlsruhe und München, beendete das Studium aber ohne Diplom oder Staatsexamen. Bereits während seiner Studienzeit interessierte sich Otto für Automobiltechnik und nahm erfolgreich an verschiedenen Auto- und Motorradrennen teil.
1909 gründeten Gustav Otto und Herbert Alberti das Unternehmen Aeroplanbau Otto-Alberti und betrieben auf dem Flugfeld Puchheim eine Flugschule. Sie erwarben mehrere Blériot-Eindecker, übernahmen die Alleinvertretung für Blériot-Apparate in Deutschland und die Repräsentanz der Mülhausener Aviatikwerke. Noch im selben Jahr war Alberti Mitbegründer der Akademie für Aviatik in Puchheim.
Während sich das Unternehmen anfangs auf Verkauf, Zusammenbau und Reparatur der Blériot- und Aviatik-Apparate konzentrierte, erwies sich die Beschaffung geeigneter Flugmotore als schwierig. Also entwarf und baute Otto mit dem Ingenieur Hans Geisenhof eigene Flugmotoren, die das Warenzeichen AGO (Aeromotor Gustav Otto) erhielten. Zeitgleich entstand ein Nachbau des Farman-Doppeldeckers, auf dem Otto am 4. Oktober 1910 die Fluglizenz Nr. 34 des Deutschen Luftfahrer-Verbands (DLV) nach den Regularien der Fédération Aéronautique Internationale (FAI) erwarb. Er zählt somit zu den Alten Adlern.
Mitinhaber Alberti verließ das Unternehmen im Januar 1911, die Firma wurde am 15. März in Gustav Otto Flugmaschinenwerke geändert. Aufgrund der schlechten Bodenverhältnisse auf dem Puchheimer Flugfeld zog Gustav Otto mit seinem Flugmaschinenwerk und seiner Flugschule 1912 zum Münchener Oberwiesenfeld. Damals befand sich auf dem Truppenübungsplatz schon ein Landeplatz für Luftschiffe und Ballone, den Otto im Einvernehmen mit den bayerischen Militärbehörden nutzen konnte. Otto produzierte anfangs nur für verschiedene private Auftraggeber, dazu gehörte ein Dreidecker nach einem Entwurf von Oscar Wittenstein, der noch in Puchheim entstand, aber nie flog. Auf dem Oberwiesenfeld baute Otto noch einen Eindecker für Wittenstein, setze einen Entwurf von Otto Lindpaintner um und produzierte einen zweisitzigen Eindecker für Dr. Ohlenschlager. Gustav Ottos Chefkonstrukteur Gabriel Letsch entwarf 1912 einen Doppeldecker mit Gitterrumpf und hinten liegendem 100-PS-Motor mit Druckschraube, den Otto privaten Interessenten und auch dem Militär anbot. Dabei nutzte Otto seine Kontakte zu den Militärbehörden und belieferte nach Aufstellung der Königlich Bayerischen Fliegertruppe im April 1912 in Schleißheim den Verband mit seinen Doppeldeckern. Diese blieben bis zum Ausbruch des Ersten Weltkriegs das Standardflugzeug der jungen bayerischen Fliegertruppe.
Um auch von Preußen Aufträge zu bekommen, eröffnete Otto Anfang 1912 in Berlin-Johannisthal eine Filiale, die noch im selben Jahr zum Zweigwerk AGO Flugzeugwerke ausgebaut wurde und unter der Leitung der Direktoren Elisabeth Woerner und Hermann Fremery bald als eigenständiges Unternehmen florierte.
Im Dezember 1912 heirateten Ada Haugg und Gustav Otto in München. Sie hatten sich auf einer Sportveranstaltung kennen gelernt, denn die zwanzigjährige Ada nahm erfolgreich an Regatten, Auto- und Motorradrennen teil.
Gustav Otto pachtete 1913 das Flugfeld in Puchheim und weitete den Betrieb seiner Flugschule beträchtlich aus, denn als eine von 19 Flugzeugfabriken erhielten die Gustav Otto Flugmaschinenwerke finanzielle Unterstützung durch die Nationalflugspende und Militärflugschüler zugewiesen. Otto unterstützte den Aufbau der Pfalz-Flugzeugwerke in Speyer und ließ dort ab Sommer 1914 Flugzeuge in Lizenz fertigen.
Nach Ausbruch des Ersten Weltkriegs erwiesen sich Ottos Flugzeuge als wenig kriegstauglich und wurden beim Militär nur noch für Schulungszwecke verwendet oder ausgemustert. Das Unternehmen war gezwungen, Flugzeuge der Luftverkehrsgesellschaft (LVG) in Lizenz herzustellen. Doch Gustav Otto und seinen Mitarbeitern gelang es nicht, sich der raschen Entwicklung des Militärflugwesens anzupassen und leistungsfähigere Typen zu entwickeln, dadurch geriet das Unternehmen in wirtschaftliche Schwierigkeiten. Auch die Entwicklung des  Otto C.I Kampfdoppeldeckers mit Doppelrumpf Anfang 1915 rettete das Unternehmen nicht. Inzwischen machten Gustav Otto auch gesundheitliche Probleme zu schaffen, zeitweise hielt er sich in einem Nervensanatorium auf. Die Gustav Otto Flugmaschinenwerke gingen Ende 1915 in Konkurs und mussten den Flugzeugbau einstellen. Bis dahin hatte das Unternehmen rund 375 Flugzeuge produziert und 25 Piloten ausgebildet.

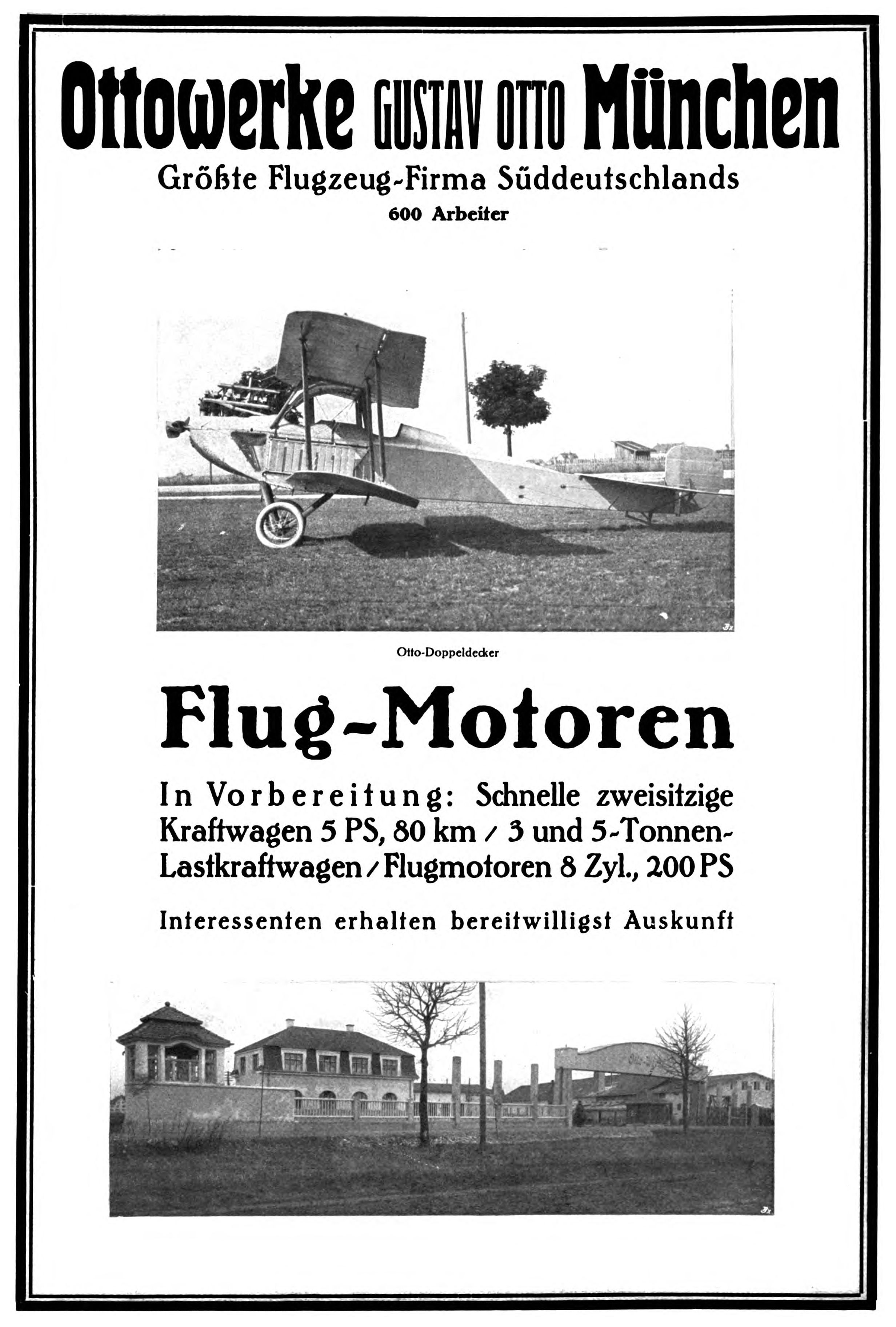
Werbung der Ottowerke (1916)

Inzwischen hatte ein Bankenkonsortium die Ottowerke übernommen. Einige vom Militär nicht abgenommene Flugzeuge konnten noch verkauft werden: Die bulgarischen Luftstreitkräfte erwarben 13 Otto C.I und setzen sie an der Südfront in Mazedonien ein. Die Rapp Motorenwerke GmbH übernahm im Februar 1916 die Konkursmasse und fusionierte zunächst zur Bayerische Flugzeugwerke AG (BFW). Ein Jahr später entstand daraus die Bayerische Motorenwerke AG.
Nach Abzug aller Verbindlichkeiten erhielt Gustav Otto rund 430.000 Mark und gründete zusammen mit Bankdirektor Josef Schrittisser im Januar 1916 die Otto-Werke GmbH in München, bei der bis Kriegsende Zündkörper für Munition, Flugzeugtransportwagen und Flugzeugteile für andere Hersteller gefertigt wurden. Daneben führten die Otto-Werke Neubauten und Reparaturen für die Luftverkehrsgesellschaft (LVG) aus.

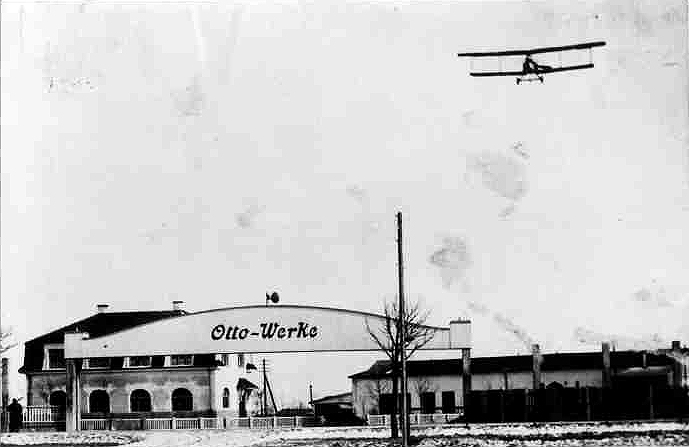
Otto-Werke in München um 1916

Nach dem Ende des Ersten Weltkriegs entwickelten die Otto-Werke unter dem Namen „Flottweg“ ein Fahrrad mit Hilfsmotor. In den 1920er Jahren wurden auch Motorräder hergestellt und ebenfalls unter dem Namen „Flottweg“ vertrieben. Otto gründete außerdem 1923 das Starnberger Automobilwerk Otto-Werft zur Produktion von Land- und Wasserfahrzeugen. Von dem dort gebauten Luxuswagen Otto-Mercedes entstanden nur wenige Exemplare. Jedoch konnte der Unternehmer Gustav Otto nicht mehr an seine früheren Erfolge anknüpfen, die nach Kriegsende stark wachsende Inflation sorgte ebenfalls für finanzielle Engpässe. Zusätzlich brachten ihn gesundheitliche und familiäre Probleme in eine schwierige Situation. Seine Frau Ada ließ sich 1924 von ihm scheiden und verlor am 11. August 1925 unter ungeklärten Umständen ihr Leben. Gustav Otto beging im Frühjahr 1926 im Alter von 43 Jahren Suizid, seine letzte Ruhestätte befand sich auf dem Münchener Ostfriedhof.
Der ehemalige ADAC-Präsident Georg Josef Bruckmayer erwarb 1932 von den Otto-Werken sämtliche Werkzeugmaschinen und die Rechte an der geschützten Marke „Flottweg“. Nach Übernahme aller Verbindlichkeiten gründete Bruckmayer im März 1933 die Flottweg-Motoren-Werke.

## Eigenentwicklungen der Gustav Otto Flugmaschinenwerke
- Otto-Alberti Doppeldecker 1910
- Otto-Alberti Eindecker 1910
- Otto Schuldoppeldecker 1911
- Otto Doppeldecker 1911
- Otto Eindecker 1911

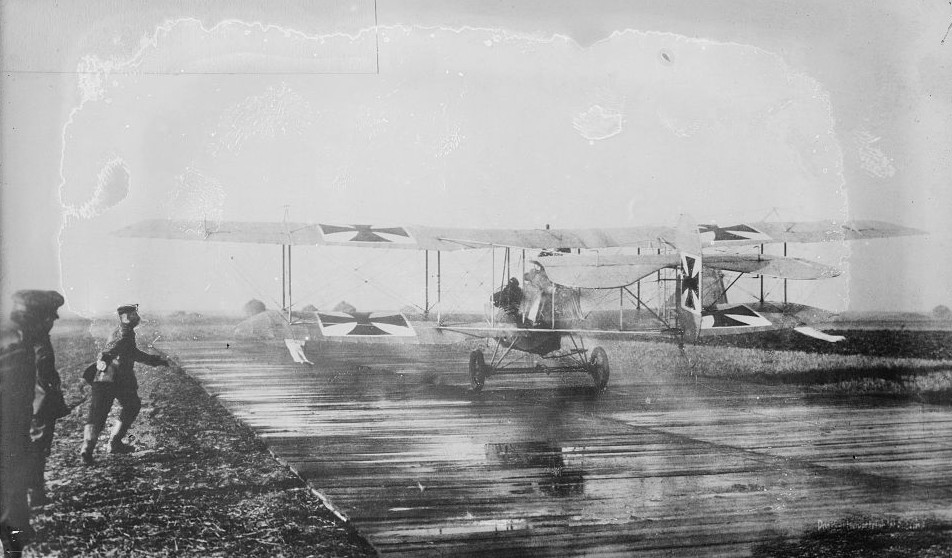
Start eines Otto-Militärdoppeldeckers bei der FFA 3b in Metz (1915)

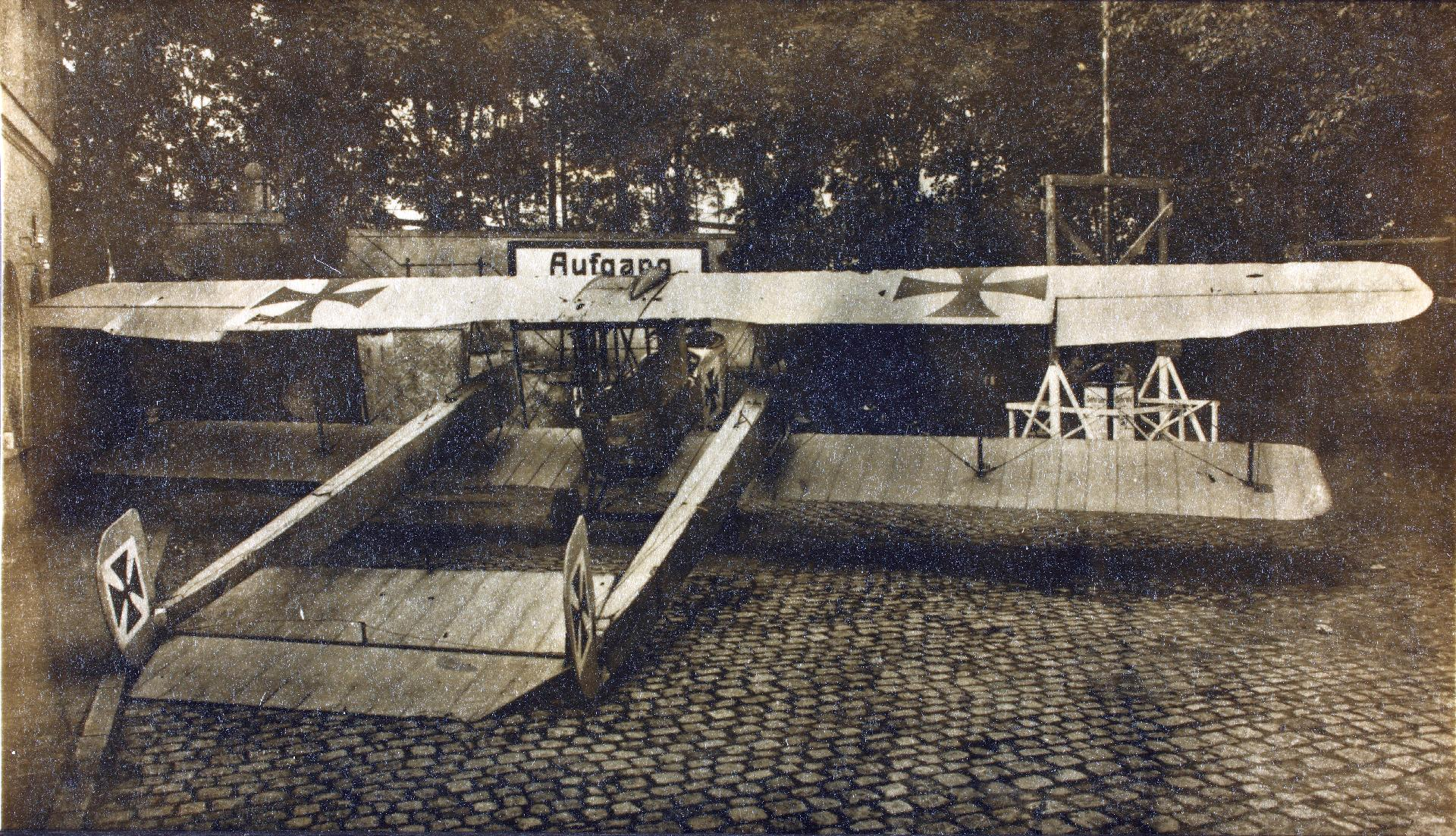
Otto C.I (1915)

- Otto Militärdoppeldecker BMA/BMB 1912–1914
- Otto Renneindecker 1912
- Otto Wasserdoppeldecker 1913
- Otto Eindecker 1913
- Otto C.I

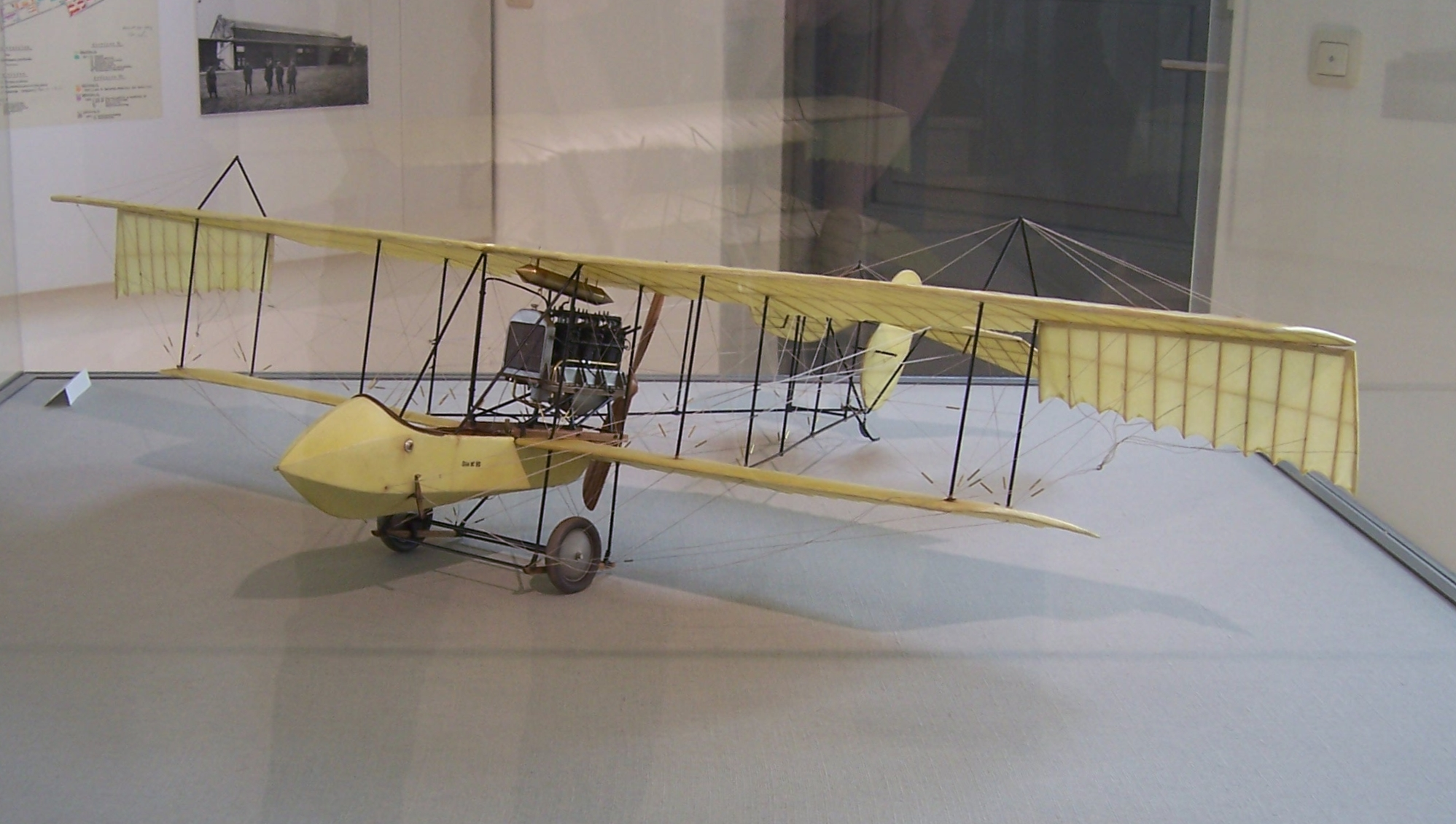
Modell des Otto Doppeldeckers No. 81 in der Flugwerft Schleißheim

In der Flugwerft Schleißheim entsteht seit dem Jahr 2010 in Zusammenarbeit mit dem Werftverein ein originalgetreuer und flugfähiger Nachbau eines Otto Doppeldeckers Militärtyp 1913.